# Blow (песня Эда Ширана)
«Blow» (стилизовано как BLOW, с англ. — «Разнести») — песня британского певца Эда Ширана, записанная при участии американских авторов-исполнителей кантри-певца Криса Стэплтона и соул-музыканта Бруно Марса и вышедшая 5 июля 2019 года в качестве пятого сингла к четвёртому студийному альбому No.6 Collaborations Project. Трек был написан Шираном, Стэплтоном, Марсом, Броуди Брауном, Фрэнком Роджерсом, Джей-Ти Кюром, Бардом Макнейми и Грегори Макки. Бруно Марс выступил главным продюсером песни. «Blow» — рок-песня, являющаяся посвящением любовницы, которая сводит певцов с ума.
«Blow» получила смешанные отзывы от музыкальных критиков — в качестве плюсов отмечали вокал исполнителей и хард-роковое звучание песни, однако в качестве недостатков отмечали текст. Песня достигла 60 места в Billboard Hot 100 и 39 места в Canadian Hot 100, получив золотой сертификат Music Canada. Она также заняла третье место в американском Hot Rock & Alternative Songs, четвёртое место в Canada Rock и 21 место в австралийском чарте синглов. В музыкальном клипе, режиссёрами которого стали Марс и Флорен Дечард, Ширана, Стэплтона и Марса заменяет женская рок-группа. Они исполняют песню в The Viper Room перед толпой рок-фанатов.

## Предыстория
В интервью радиоведущему Charlamagne tha God, посвящённому альбому No.6 Collaborations Project, Эд Ширан рассказал, что на запись «Blow» его вдохновила совместная песня Кристины Агилеры, Пинк, Майи и Lil’ Kim «Lady Marmalade». Под влиянием этой коллаборации, Эд решил записать песни с Джастином Бибером и Бруно Марсом, подметив, что с ними было бы «весело» поработать. Первым, к кому британец обратился, стал Марс — во время совместной встречи, Ширан сказал: «Давай просто споём песню. Только мы». О будущей совместной работе трёх музыкантов было впервые сообщено 18 июня 2019, одновременно с упоминанием всех гостевых появлений нового альбома Эда Ширана. 2 июля Ширан в своём Instagram объявил о выпуске «Blow» как сингл к No.6 Collaborations Project.
Ширан, Крис Стэплтон и Марс написали трек в подвале в Нашвилле. Ширан объяснил, что трио делало разные песни и в разных стилях, но рок-звучание сингла появилось после работы со Стэплтоном. Ширан уточнил: «Со Стэплтоном это получилось чисто случайно … он сыграл нам рифф». Тем не менее, у Ширана и Марса было несколько споров во время работы над песней, и «Бруно не переставал напоминать ему, кто из них продал больше записей». Ширан подтвердил, что люди не ожидали от него такой песни и удивляются, когда слушают её. Марс сказал, что для него было «привилегией» работать с Шираном и Стэплтоном: «Никогда не знаешь, что получится, когда сотрудничаешь с другими музыкантами». Он получил удовольствие, работая над песней вместе с ними, как и Ширан.

## Запись и выход
«Blow» была написана Шираном, Стэплтоном, Марсом, Броуди Брауном, Фрэнком Роджерсом, Джей-Ти Кюром, Бардом Макнейми и Грегори Макки. Главным продюсером песни выступил Бруно Марс, который также играл на гитаре, ударных и модульном синтезаторе; Браун играл на басу. Звукорежиссёрами выступили Чарльз Мониз и Джо Рубел. Сведение проходило под руководством Мэнни Маррокина в лос-анджелесской студии Larrabee Sound Studios; ассистентами микшера были Крис Галланд, Робин Флоран и Скотт Десмаре. Стюарт Хоукс занимался мастерингом в лондонской студии Metropolis Mastering.
Премьера «Blow» прошла 5 июля 2019 года на радио Австралии KIIS 106.5. Лейблы Atlantic и Asylum Records выпустили песню в тот же день, вместе с композицией Ширана и Yebba «Best Part of Me» (2019), для цифровых и стриминговых сервисов в разных странах. Atlantic выпустила сингл 8 июля 2019 года для радиостанций США нескольких форматов, включая active rock, contemporary hit radio и Hot AC. 10 июля 2019 года сингл был переиздан для рок-станций.

## Композиция и тематика текста

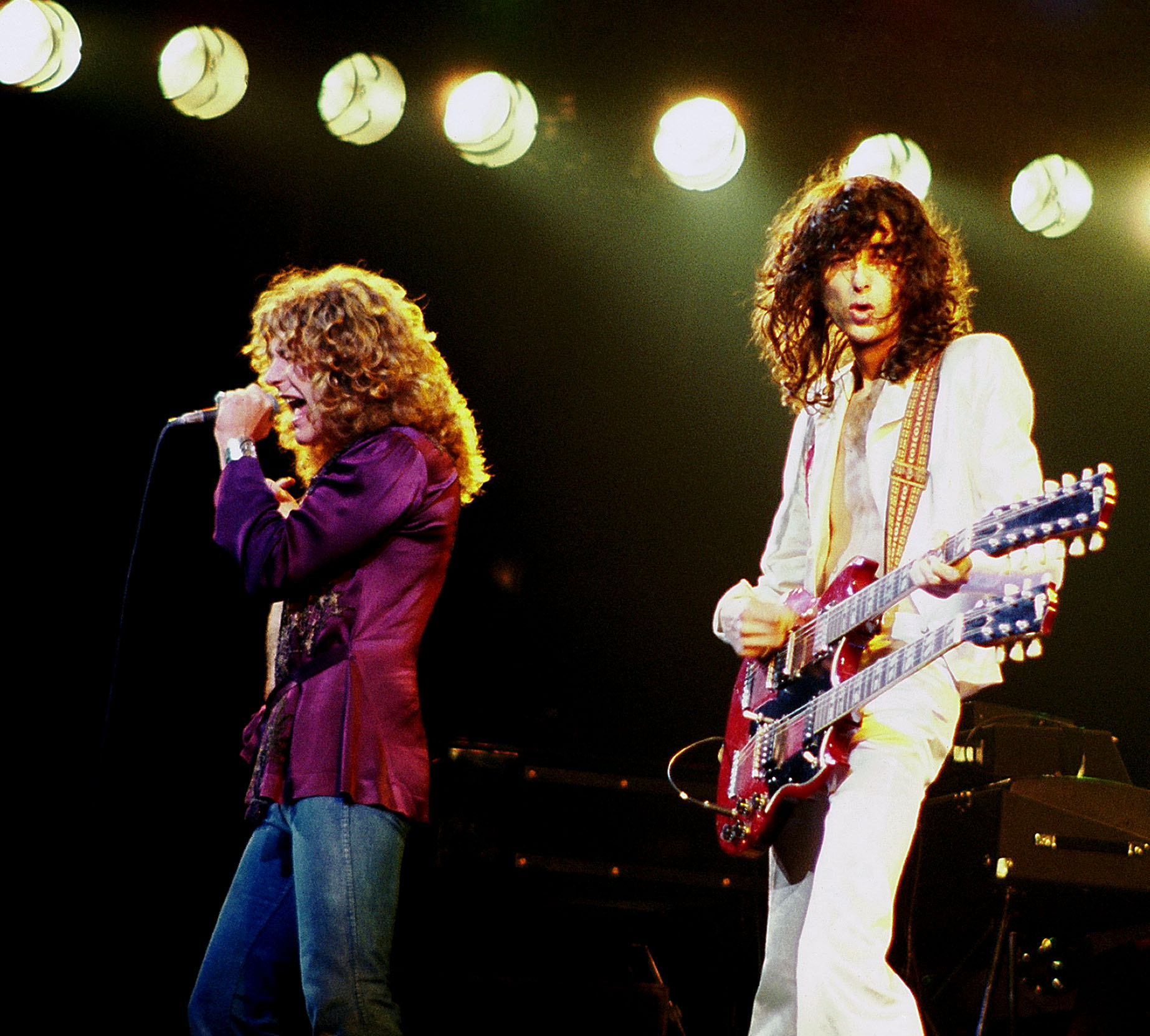
Критики сравнивали «Blow» с музыкой Led Zeppelin и других рок-групп

«Blow» — песня в жанрах рок, блюз-рок и хард-рок. В ней звучит «искажённый рифф электрогитары» в стиле «коренасто-весёлого» хеви-метала 1980-х. Пронзительная гитара сопровождается оживлённым барабанным боем, который «отскакивает от ушей», и протяжной высокой нотой. «Blow» — жизнерадостный трек, написанный в тональности ми-бемоль минор с темпом в 92 удара в минуту. Вокальный диапазон певцов простирается от низкой ноты B4 до высокой ноты E6. Они демонстрируют «знакомые завывания Стэплтона, проникновенный голос Марса», а также необычную «грубость» Ширана. Стивен Томас Эрлевайн из AllMusic и Сет Уилсон из Slant Magazine сочли сингл громким и сумасшедшим; Эрлевайн описал его как «взбалмошный рок-трек». В том же ключе, Алексис Петридис из The Guardian сравнил энергию песни со смесью Led Zeppelin и Queens of the Stone Age. Сара Мёрфи из Exclaim! назвала «Blow» странным слиянием жанров каждого из исполнителей — поп, рок, соул — с «поклонением Led Zeppelin worship». Её звучание напоминает «буйный концертный крик квази-Aerosmith».
Джейсон Липшутц из Billboard заметил, что гитарные риффы и текст вдохновлялись альбомом Let’s Rock группы The Black Keys. Трек рассказывает «серенаду любовному вожделению» трио музыкантов, сводящую их с ума с различными намёками на секс и оружие. Подобные отсылки присутствуют в куплете Стэплтона: «Supernatural woman, supernatural freak / Don't know what you're doin,' got me feelin' weak / Oh, I wanna call you fever, baby, you can set a fire on me / Hot damn, pop it like a pistol, mama». Если Крис умоляет свою половинку «нажать на курок, чтобы разнести ей мозг», то Бруно же чувственно спрашивает: «Детка, какие у тебя фантазии?», а Ширан при её виде хочет завести с ней ребёнка. Рецензент Бен Боддез для новостной газеты The Georgia Straight почувствовал, что «Blow» стала ещё одним примером слияния нескольких музыкальных жанров, которое началось с того момента, как несколько новичков доминировали на вершине чартов. По его мнению, благодаря Эду Ширану, создающему «востребованную поп-музыку», рок-н-ролл может пробиться в мейнстрим. Лирическое содержание песни вызывало недовольство со стороны поклонников троицы и критиков из-за отсылок на оружие — когда выходила песня уже было несколько громких инцидентов, связанных с огнестрельным оружием.

## Отзывы критиков
Песня «Blow» получила смешанные отзывы от музыкальных критиков. Джейсону Липшутцу, написавшему обзор для журнала Billboard, трек понравился, поскольку трио является «профессионалом в области вокала и умело адаптируется к звуку», обращаясь со стилем сингла. Мальвика Падин из Clash считает, что песня «компенсирует каждую неудачу, становясь идеальным завершением долгого пути». Бен Боддез из The Georgia Straight счёл, что Ширан оказал наименьшее влияние на трек, но не «неуместно», при этом основное внимание было уделено продюсированию и гитарному соло Марса и «мощному вокалу», а Стэплтон чувствовал себя комфортно в «более тяжёлом миксе». Боддез назвал песню «довольно фантастической». Стивен Томас Эрлевайн из AllMusic похвалил выбор Ширана в отношении сотрудничества, поскольку он не только привлекает новую аудиторию, но и выбор «поп-звезды такой же большой, как он сам». Майк Нид из Idolator высоко оценил сотрудничество, поскольку оно было «удивительным», певцы достигли «точки соприкосновения в рок-гимне». Мэтью Леймкюлер из Tennessean был доволен и удивлён записью с «тряской головой». В неоднозначном обзоре Люси Шанкер из Consequence of Sound похвалила изменение звучания Ширана в соответствии со стилем Стэплтона. Шанкер подтвердила, что песня сработала из-за того, что Стэплтон был «одним из самых талантливых музыкантов этого поколения», а у Ширана было мало куплетов.
С другой стороны, Крис Уиллман из Variety сказал, что, несмотря на то, что «Blow» «интригует на бумаге», это «попурри», когда три артиста вместе играют в шутку «Rock of Ages». Уиллман назвал его «приевшимся моментом» . Ник Левин из NME раскритиковал вокал Ширана, так как он звучит как «ужасный hair metal come-ons», а гитарное соло назвал ироничным. Левин заключил, что «Blow» — это «забавный трек». Сет Уилсон из Slant Magazine неодобрительно отозвался о текстах песен, поскольку они «делают L.A. Guns похожими на нобелевских лауреатов». Уилсон заключил, что «Blow» показывает проблему альбома, в том, что «Ширан предпочитает избегать своих сильных сторон». Нил Маккормик из The Daily Telegraph назвал песню «регрессивной и фальшивой», с единственной целью — расширить «демографические данные всех участников». Уинстон Кук-Уилсон из Spin описал песню как «агрессивную» и «озадачивающую», сказав, что в самом процессе прослушивания «нет ничего весёлого».

## Коммерческий успех
«Blow» дебютировал на 60 месте американского чарта Billboard Hot 100 — за первую неделю с момента релиза сингл достиг 26 тысяч загрузок, 1,5 миллиона радиотрансляций и 7,5 миллионов стриминга. В чарте Hot Rock & Alternative Songs песня заняла третье место, что стало первым подобным явлением в карьерах Стэплтона и Марса, а для Ширана — первым с 2013 года. Сингл возглавил Rock Digital Songs — для каждого музыканта это также первый раз. В американском сегменте чарта Rolling Stone трек достиг 33 строчки. В канадском чарте Canadian Hot 100 «Blow» дебютировал на 39 месте и на четвёртом в Canada Rock, проведя в последнем 25 недель. В Канаде сингл получил «золотой» сертификат от организации Music Canada. В чартах Австралии и Германии «Blow» появился на 31 и 93 месте; в Чехии и Словакии — на 53 и 56 месте соответственно. В Шотландии сингл достиг 21 строчки. В стриминговом чарте Великобритании он занял 35 позицию.

## Музыкальное видео
Ширан объявил, что официальное видео, в котором вместо певцов выступает женская рок-группа, должен был выйти 30 июня 2019 года, однако его выход был отложен до 8 июля 2019 года. Фильм был снят режиссёрами Бруно Марсом и Флораном Дечардом за три дня. Одна из актрис, снявшихся в клипе, Джордан Келли ДеБардж, подтвердила: «Пожалуйста, поверьте мне, когда я говорю, что кровь пот и слёзы ушли на создание этого шедевра».
В клипе Ширана, Стэплтона и Марса заменяет женская группа, в которую входят бывшая участница «23-го сезона» реалити-шоу «Топ-модель по-американски» топ-модель Чериш Уотерс, модель и актриса Джордан Келли ДеБардж (которая носит чёрную ковбойскую шляпу) и бывшая участница шоу I Know My Kid’s a Star актриса Шайенн Хейнс. Уотерс, которая возглавляет девичью группу, заводит толпу и исполняет песню вместе с группой перед толпой рок-фанатов во время «бурного» шоу в The Viper Room, ночном клубе на Сансет Стрип, Уэст-Голливуд (Лос-Анджелес, Калифорния). Трёх вокалистов сопровождают Франческа Симоне, Вензелла Джой и Лорен Дейс в качестве участниц группы.
Джошуа Эспиноза из Complex назвал видео «невероятным». Уинстон Кук-Уилсон из журнала Spin, описал его как «ироничное» и «энергичное». Гил Кауфман из Billboard счёл видеоклип «высокоэнергетичным».

## Участники записи
Запись
- Записано в Glenwood Place, Бербанке, Калифорния

Участники записи
- Эд Ширан — вокал, автор песни
- Бруно Марс — вокал, автор песни, продюсер, гитара, ударные, синтезатор
- Крис Стэплтон — вокал, автор песни
- Броуди Браун — автор, бас-гитара
- Грегори Макки — автор песни
- Бард Макнейми — автор песни
- Джей-Ти Кюр — автор песни
- Фрэнк Роджерс — автор песни
- Чарльз Мониз — звукорежиссёр
- Джо Рубел — звукорежиссёр
- Якоб Деннис — ассистент звукорежиссёра
- Мэнни Маррокин — сведение
- Крис Галланд — ассистент микшера
- Робин Флоран — ассистент микшера
- Скотт Десмаре — ассистент микшера
- Стюарт Хоукс — мастеринг

Авторы приведены согласно цифровому буклету альбома No.6 Collaborations Project и сайту Tidal.

## Чарты
| Чарт (2019)                                  | Высшая позиция |
| -------------------------------------------- | -------------- |
| Австралия (ARIA)                             | 31             |
| Бельгия/Фландрия (Ultratip)                  | 4              |
| Бельгия/Валлония (Ultratip)                  | 28             |
| Канада (Billboard Canadian Hot 100)          | 39             |
| Канада (Billboard Rock)                      | 4              |
| Чехия (Singles Digitál Top 100)              | 53             |
| Германия (GfK)                               | 93             |
| Литва (AGATA)                                | 75             |
| Нидерланды (Tipparade)                       | 11             |
| Нидерланды (Single Top 100)                  | 96             |
| Новая Зеландия (RMNZ)                        | 3              |
| Шотландия (Scottish Singles Chart)           | 21             |
| Словакия (Singles Digitál Top 100)           | 56             |
| Швеция (Heatseeker, Sverigetopplistan)       | 9              |
| Великобритания (UK Streaming Chart)          | 35             |
| США (Billboard Hot 100)                      | 60             |
| США (Billboard Hot Rock & Alternative Songs) | 3              |
| США (Billboard Rock Airplay)                 | 36             |
| США (Rolling Stone Top 100)                  | 33             |

| Чарт (2019)                     | Позиция |
| ------------------------------- | ------- |
| США (Hot Rock Songs, Billboard) | 26      |

## Сертификации
| Регион                                                                      | Сертификация | Продажи |
| --------------------------------------------------------------------------- | ------------ | ------- |
| Канада (Music Canada)                                                       | Золотой      | 40 000  |
| Великобритания (BPI)                                                        | Серебряный   | 200 000 |
| Данные о продажах + прослушиваниях приведены только на основе сертификации. |              |         |

## История выхода
| Регион | Дата         | Формат                     | Лейбл           | Ссылка |
| ------ | ------------ | -------------------------- | --------------- | ------ |
| Мир    | 5 июля 2019  | Цифровые загрузки стриминг | Atlantic Asylum | [ 14 ] |
| США    | 8 июля 2019  | AAA                        | Atlantic        | [ 15 ] |
| США    | 8 июля 2019  | Active rock                | Atlantic        | [ 15 ] |
| США    | 8 июля 2019  | Alternative radio          | Atlantic        | [ 15 ] |
| США    | 8 июля 2019  | Contemporary hit radio     | Atlantic        | [ 15 ] |
| США    | 8 июля 2019  | Hot adult contemporary     | Atlantic        | [ 15 ] |
| США    | 10 июля 2019 | Active rock                | Atlantic        | [ 16 ] |